# Ong Schan Tchow
Ong Schan Tchow (vereenvoudigd Chinees: 翁占秋; 1900–1945) was een Chinees kunstschilder. Zijn omgangsnaam was Yung Len Kwui (翁联桂). Ong was een van de eerste Chinese studenten die in Parijs studeerden en maakte gebruik van zowel traditioneel Chinese als westerse schildertechnieken.

## Biografie
Ong Schan Tchow werd op 19 september 1900 geboren in Longyan, een prefectuurstad van de Chinese provincie Fujian. Op jonge leeftijd leerde hij kalligraferen en schilderen in gewassen inkt, twee traditionele Chinese kunsten. In 1919 reisde hij op 19-jarige leeftijd naar Parijs na het winnen van een studiebeurs. Aan de École nationale supérieure des beaux-arts leerde hij perspectief en andere westerse schildertechnieken combineren met de traditionele Chinese schilderkunst. Ook haalde hij zijn doctoraat in de rechten aan de Universiteit van Parijs.
Ong keerde in 1927 terug naar China. Hij ging in overheidsdienst en bekleedde er diverse posten, waaronder secretaris van de uitvoerende yuan. Ook was hij professor aan de Nationale Centrale Universiteit (de huidige Universiteit van Nanjing) en krantenredacteur.
Ong stierf op 20 december 1945 terwijl hij in Ipoh te Maleisië was voor een expositie van zijn werken.

## Werken

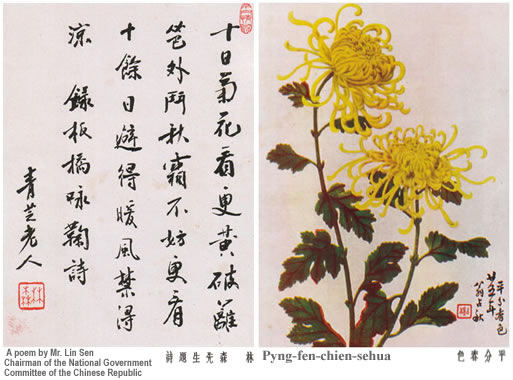
Schildering in het Boek van chrysanten met een gedicht van president Lin Sen

Ong Schan Tchow schilderde zowel in gewassen inkt als in olieverf. Hij wordt door kunstcritici geprezen om zijn combinatie van traditionele Oost-Aziatische schildertechnieken met die van het westen en om zijn expressieve stijl.
Ong is vooral bekend van zijn bloemschilderingen, met name afbeeldingen van chrysanten. Deze bloemen worden gerekend tot de Vier Edellieden, vier planten die populair zijn als schildermotieven in de Chinese schilderkunst. Een van de belangrijkste werken van Ong was zijn Boek van chrysanten (百菊图), met schilderingen van chrysanten die in het Sun Yat-sen-mausoleum groeiden. Elke schildering is op de naastliggende pagina voorzien van een gekalligrafeerd gedicht of commentaar van vrienden, belangrijke politici en kunstenaars.
Het oeuvre van Ong omvat naast chrysanten ook de overige drie 'Edellieden' (orchideeën, pruimenbloesem en bamboe), shan shui-landschappen, afbeeldingen van dieren en mensen en Chinese kalligrafie.

## Afbeeldingen

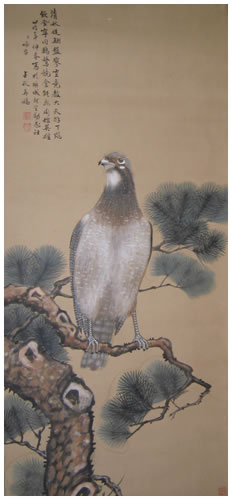
Neerstrijkende valk
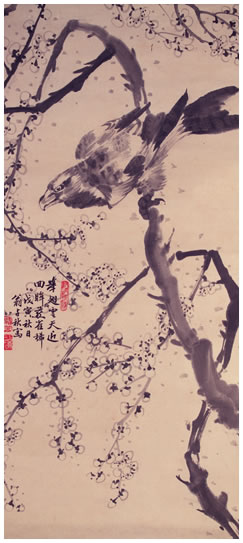
Havik klaar voor de vlucht
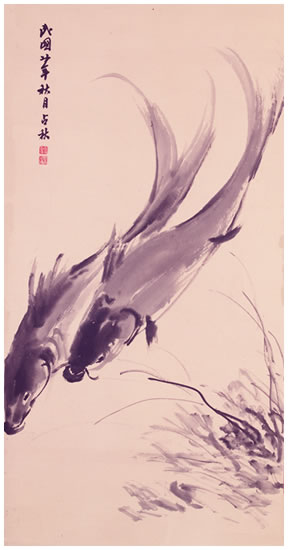
Vis
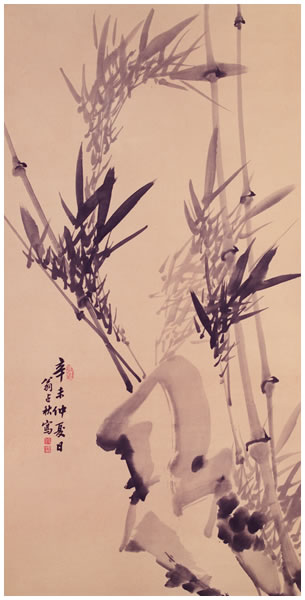
Bamboe
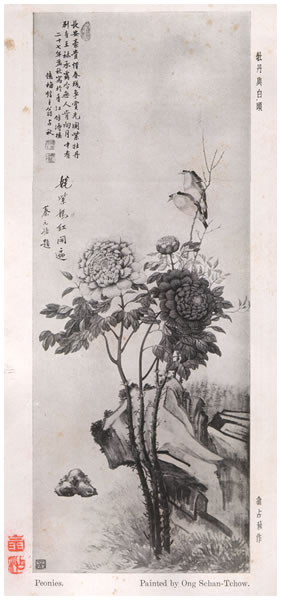
Pioenen
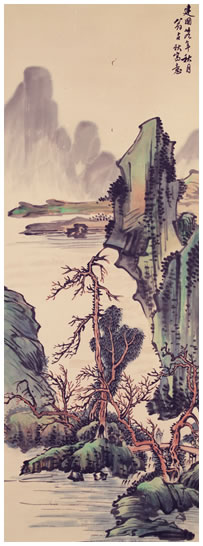
Bergschoonheid
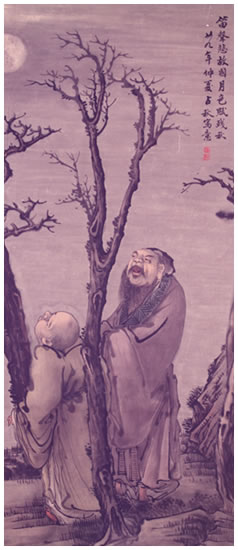
Su Tong Po en student
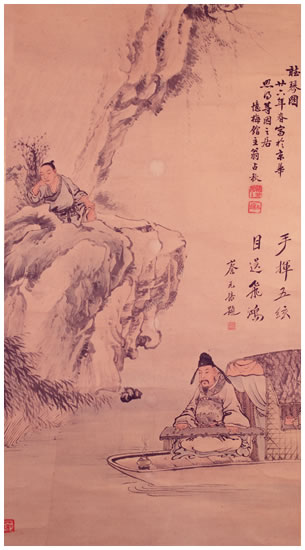
Waardering met een gedicht van Cai Yuanpei